# October (rivista)
October è una rivista trimestrale specializzata in arte contemporanea, critica d'arte e teoria, pubblicata dal MIT Press. Tra gli autori vi sono tra i più rinomati nomi nel campo dell'arte e della critica.

## Storia
October fu fondato nel 1976 a New York da Rosalind Krauss e Annette Michelson, che lasciarono la redazione di Artforum, una delle riviste più influenti nel campo dell'arte contemporanea. Il nome deriva dall'omonimo film di Sergej Michajlovič Ėjzenštejn. Il carattere della rivista si definì soprattutto per un tono intellettuale e politicamente impegnato. Pochi anni dopo la sua nascita la rivista si avvalse di importanti contributi come  Jeremy Gilbert-Rolfe, Yve-Alain Bois, Hal Foster e Benjamin H.D. Buchloh. Questo periodo coincide con le prime traduzioni dal francese delle teorie poststrutturaliste. La rivista divenne anche un punto di riferimento per le prime interpretazioni dell'arte postmoderna.

## Autori
- Benjamin H.D. Buchloh
- Yve-Alain Bois
- Hal Foster
- Jeremy Gilbert-Rolfe
- Rosalind Krauss
- Annette Michelson
- Craig Owens